# Skarð
Skarð egy elhagyott település Feröer Kunoy nevű szigetén.

## Földrajz
A sziget keleti partján, Haraldssundtól északra fekszik.

## Történelem
Első írásos említése 1584-ből származik.
1913 karácsonyán, halászás közben, egy viharban mind a hét felnőtt férfi meghalt, aki a településen élt. A nők ezután elköltöztek Haraldssundba, így az egykori falu területe most lakatlan. Az utolsó lakos 1919-ben hagyta el a települést.

## Közlekedés
Két ösvény vezet Skarðhoz. Az egyik a part mentén, Haraldssundtól, a másik magas hegyeken keresztül, a nyugati parton fekvő Kunoy településtől.